# Maya Mishalska
Maya Mishalska (właśc. Mirosława Maja Michalska Harasymowicz, ur. 8 grudnia 1971 w Warszawie) – polsko-meksykańska aktorka. Jest mężatką.
Sławę przyniosły jej role antagonistek w meksykańskich telenowelach, m.in. rola Francuski – Marie de La Roquette w Prawdziwej miłości, Thelmy w  telenoweli Huracán, a także Ursuli w Sidłach namiętności.
W telenowelach Serce z kamienia i Nie igraj z aniołem zagrała jednocześnie dwie postacie. Role te przyniosły aktorce popularność. W telenoweli  Serce z kamienia zagrała role dwóch sióstr – złej Piedad oraz Caridad z polskim akcentem. W telenoweli Nie igraj z aniołem zagrała rolę nieśmiałej Blanki i jej drugą osobowość – Francuzkę Ivette.

## Wybrana filmografia
- 2017:  Przeklęta (Mi Adorable Maldición) jako Elsa Solana Vda. de Villavicencio[1]
- 2011: Podwójne życie Angeliki (Dos Hogares) jako Pamela Ramos
- 2008: Nie igraj z aniołem (Cuidado con el ángel) jako Blanca Silva de Contreras/Ivette Dorleaque
- 2007: Sidła namiętności (Pasión) jako Ursula Mancera y Ruiz Mendoza
- 2004: Serce z kamienia (Mujer de madera) jako Piedad Villalpando / Caridad Villalpando
- 2003: Prawdziwa miłość (Amor real) jako Marianne Bernier
- 2001: María Belén jako Úrsula Arana
- 1999: Amor gitano jako Astrid de Marnier
- 1998: Huracán jako Thelma Villarreal
- 1996: Sombra del otro, La jako Bernardina
- 1995: Cilantro y perejil jako Vicky
- 1994: Novia que te vea jako Rebeca 'Rifke' Groman
- 1992: Beso final, El
- 1991: El jugador
- 1989: Simplemente Maria